# Vårgräsliljesläktet
Vårgräsliljesläktet (Olsynium) är ett släkte i familjen irisväxter med 18 arter, varav 17 förekommer i Sydamerika och en art i Nordamerika. Några odlas ibland som prydnadsväxter i specialsamlingar. Vårgräsliljesläktet är närstående arterna i gräsliljesläktet (Sisyrinchium), med de senare har tillplattade blad, greniga blomstjälkar och svarta frön. Arterna i Olsynium har normala, något inrullade blad, enkla blomställningar och bruna frön

## Bildgalleri

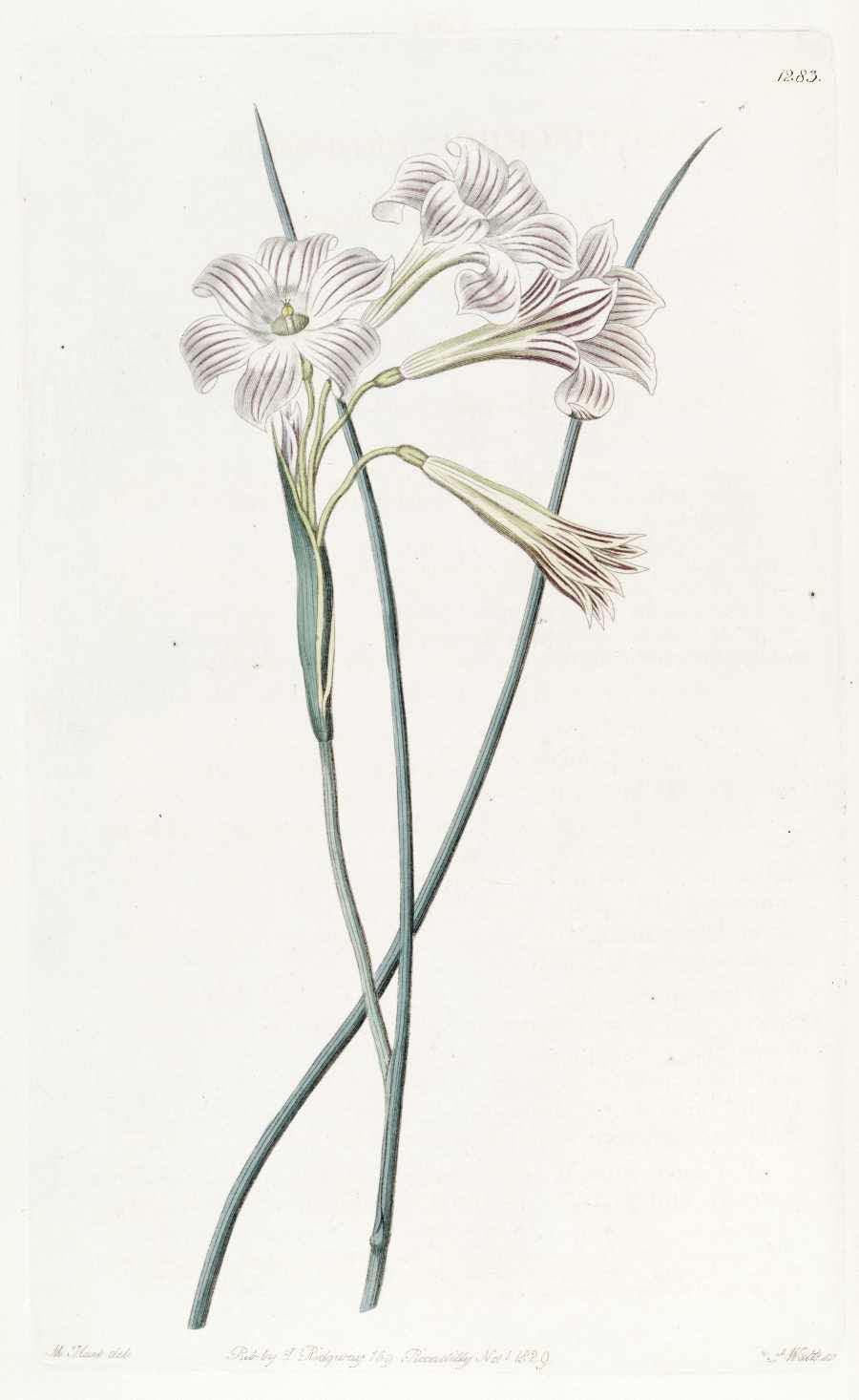
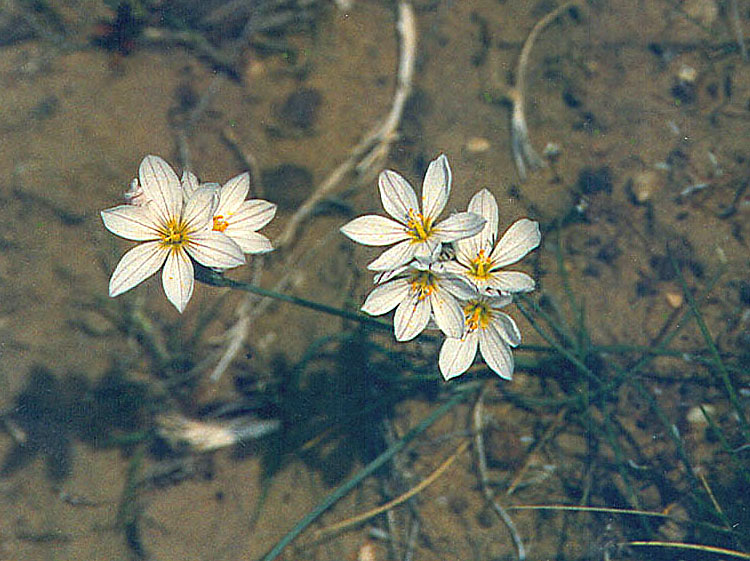
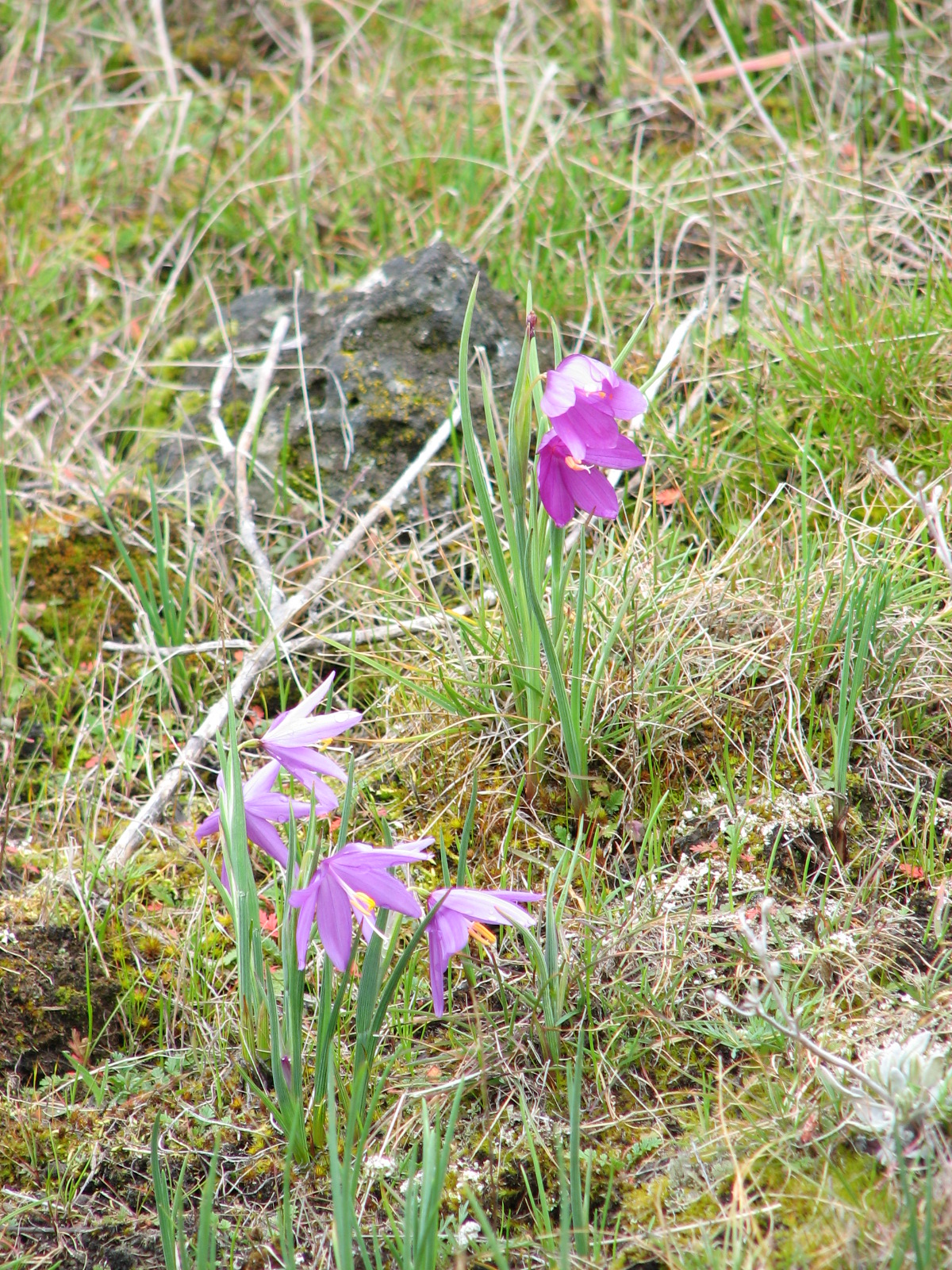
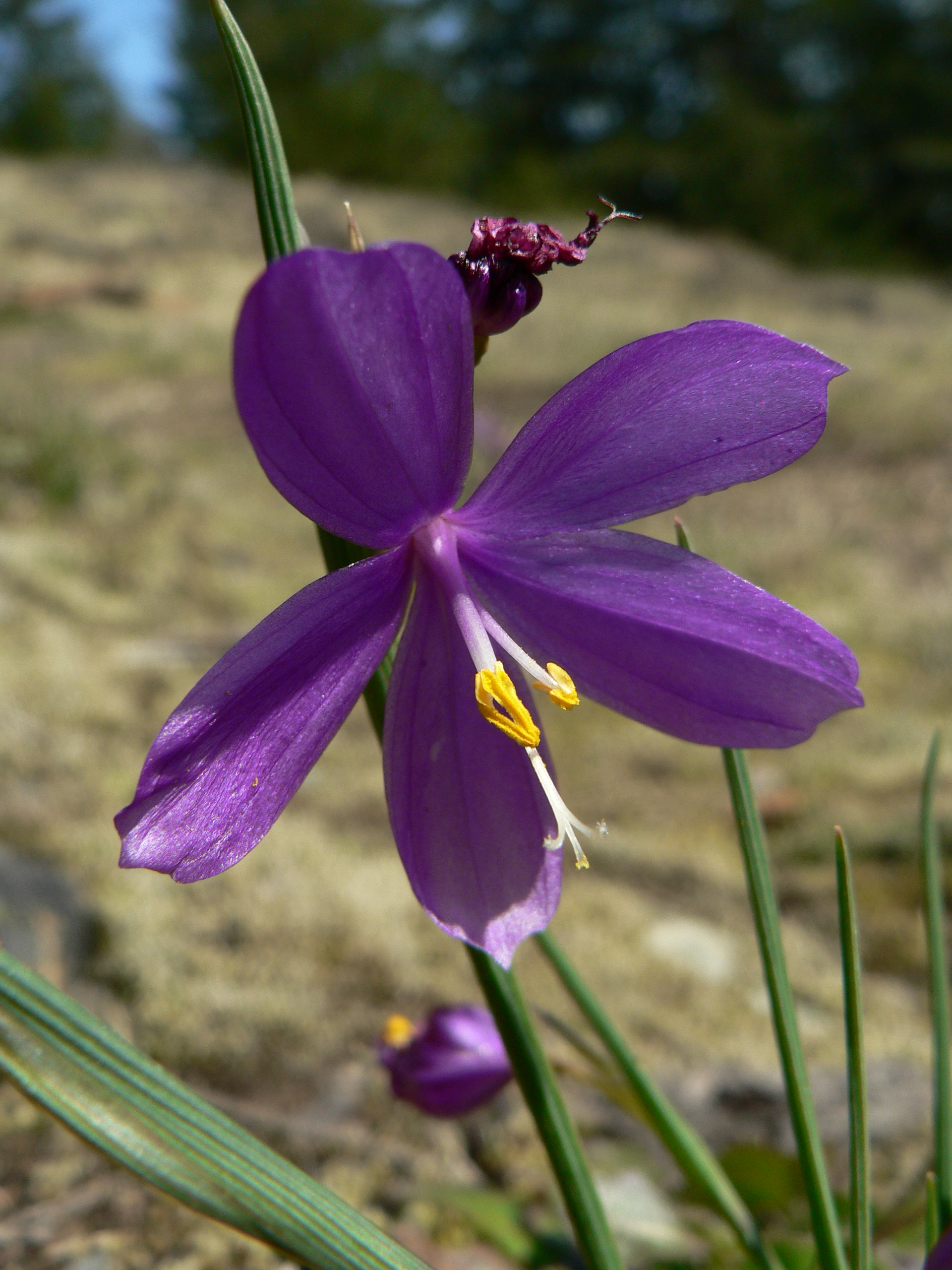
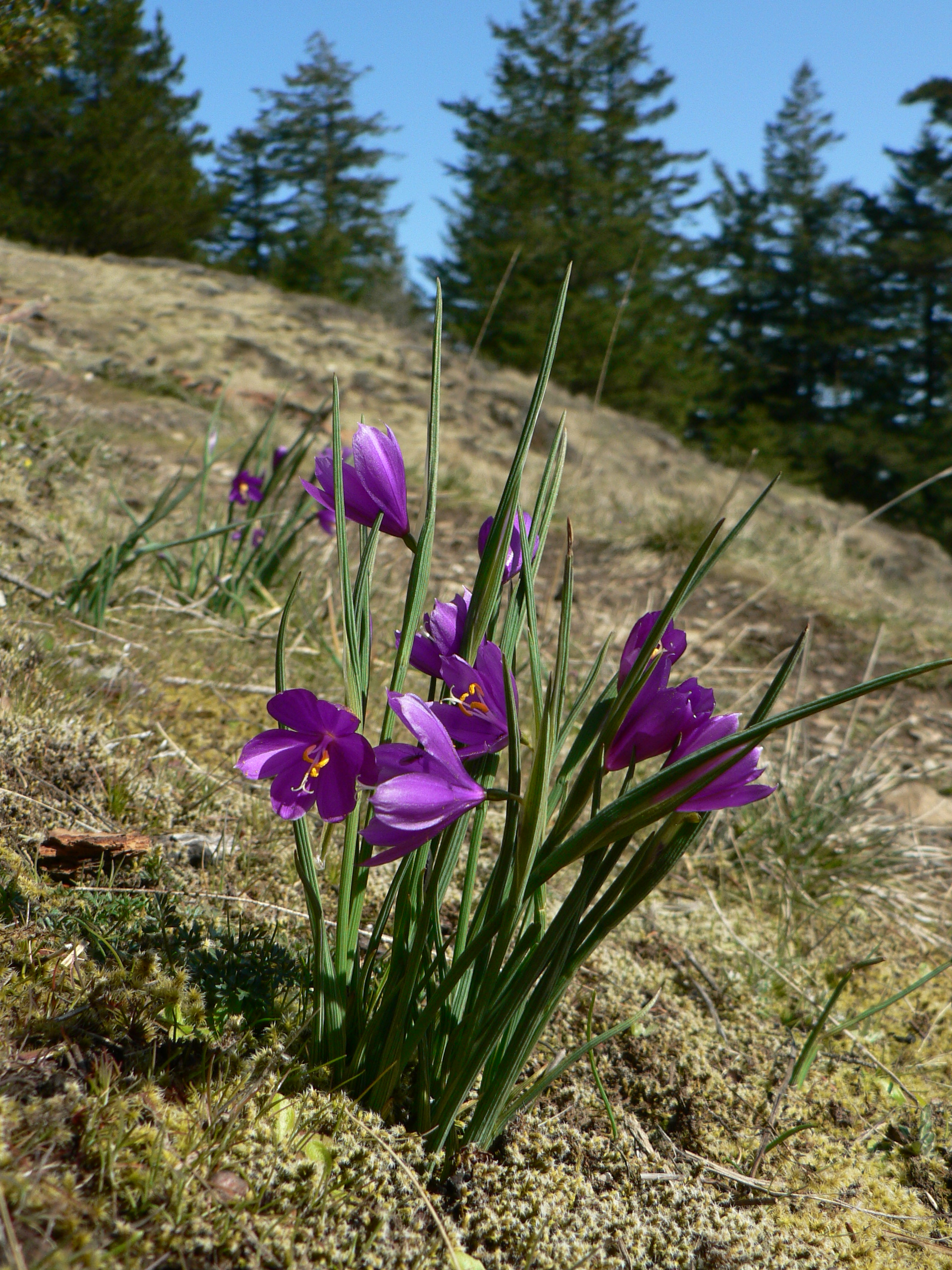
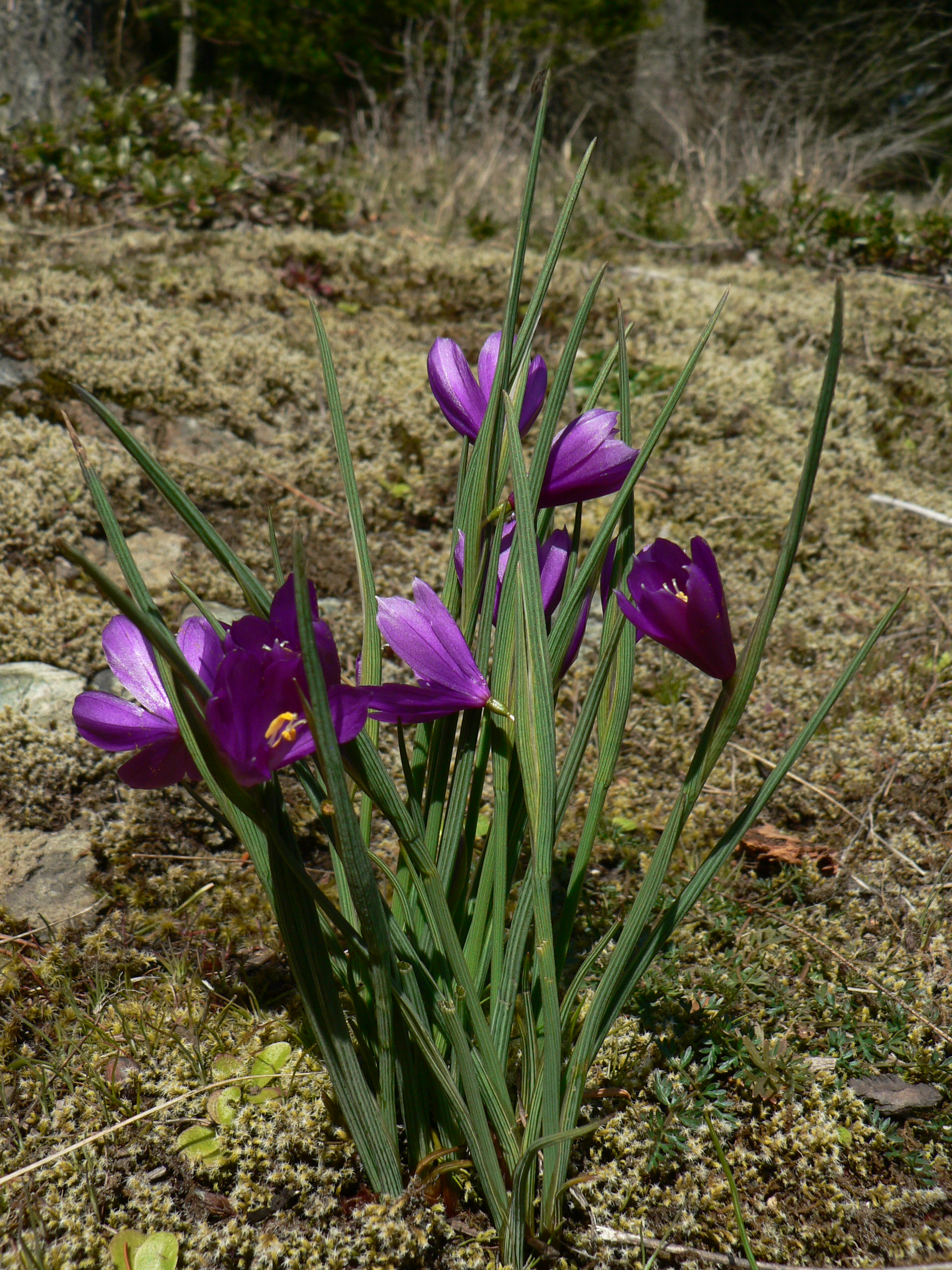

## Arter
Arter enligt Catalogue of Life:
- Olsynium acaule
- Olsynium andinum
- Olsynium biflorum
- Olsynium bodenbenderi
- Olsynium chrysochromum
- Olsynium douglasii
- Olsynium filifolium
- Olsynium junceum
- Olsynium lyckholmii
- Olsynium nigricans
- Olsynium obscurum
- Olsynium philippii
- Olsynium porphyreum
- Olsynium scirpoideum
- Olsynium stoloniferum
- Olsynium trinerve
- Olsynium villosum